# Faculdade de Artes do Paraná
A Faculdade de Artes do Paraná (FAP), localizada na cidade de Curitiba, é uma instituição pública de ensino superior que, desde 2013, integra a Universidade Estadual do Paraná (Unespar), como campus Curitiba II.

## História
Na década de 1960, por iniciativa da professora Clotilde Espínola Leinig, o Conservatório Estadual (Conservatório Estadual de Canto Orfeônico do Paraná) uniu-se à Academia de Música do Paraná, dando origem à Faculdade de Educação Musical do Paraná (Femp). Já em 1991, a instituição passou a oferecer novos cursos e foi transformada na Faculdade de Artes do Paraná (FAP).

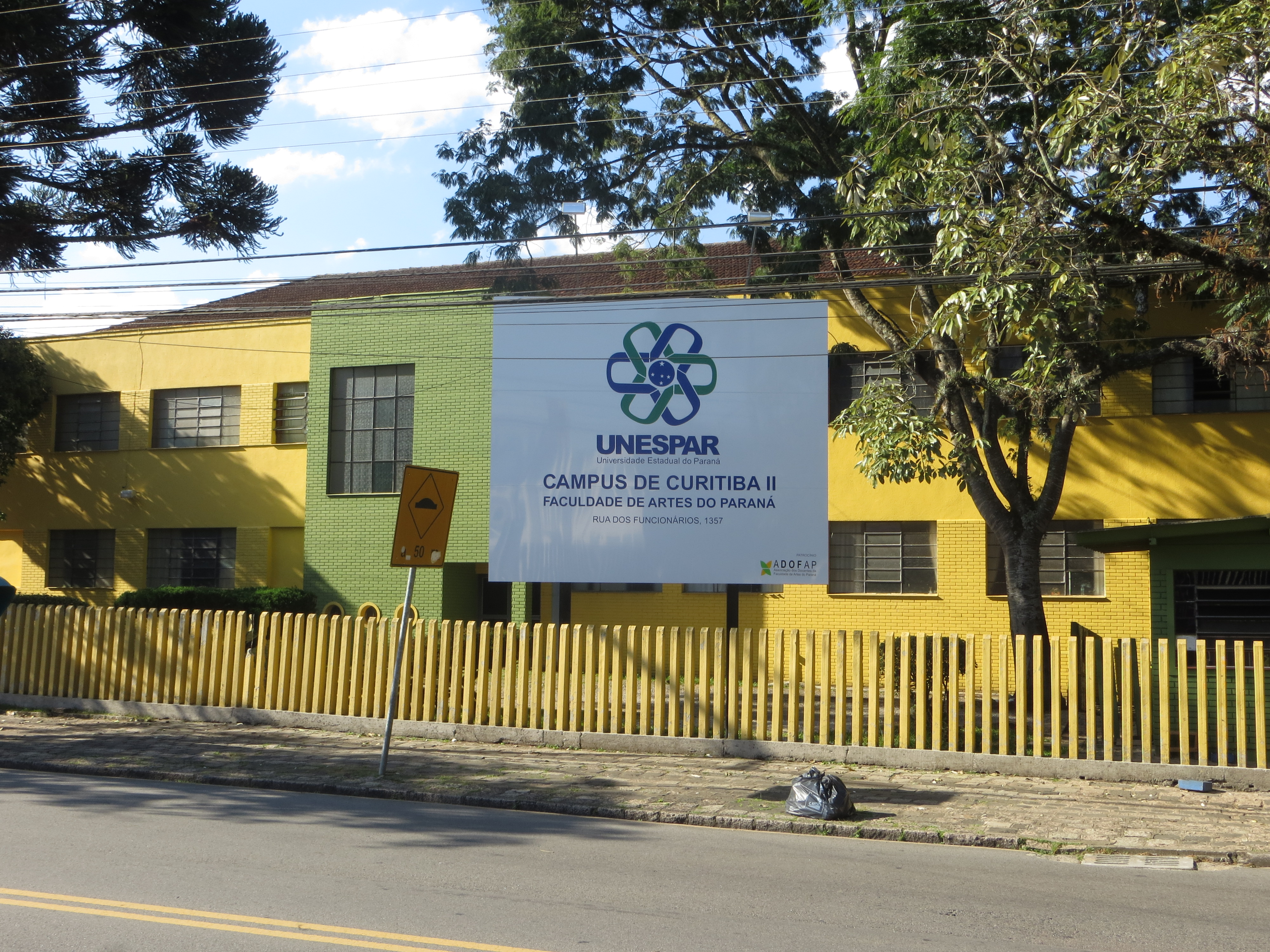
Faculdade de Artes do Paraná, Campus de Curitiba II da Universidade Estadual do Paraná, no bairro do Cabral.

A FAP foi fundada com o objetivo de ofertar cursos na área de artes cênicas, cinema e vídeo. Inicialmente, contando com dois campi principais: o campus central, criado em 1997 e sediado no bairro Cabral, Rua dos Funcionários, 1357, em Curitiba; e o campus CINETVPR, até então localizado no Parque da Ciência Newton Freire Maia, em Pinhais, na Região Metropolitana de Curitiba.

### Escola Superior Sul-Americana de Cinema e Televisão do Paraná

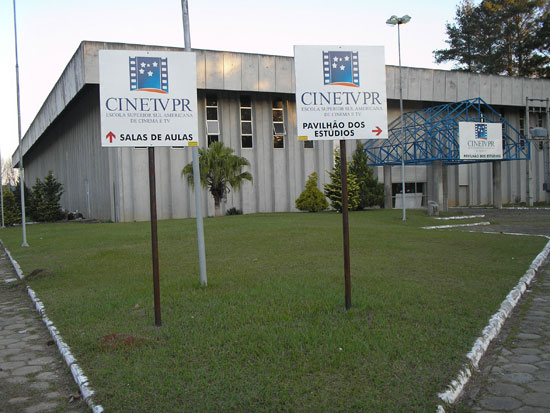
Pavilhão dos estúdios da CINETVPR.

Em 2005, por iniciativa do governo do Paraná, foi criada a Escola Superior Sul-Americana de Cinema e Televisão do Paraná (CineTVPR). A faculdade foi coordenada por Ittala Nandi e iniciou suas atividades ofertando o curso de Bacharelado em Cinema e Vídeo. Com a reestruturação administrativa a faculdade foi integrada a Faculdade de Artes do Paraná. Em 2013, a Faculdade de Artes do Paraná passou a integrar a Universidade Estadual do Paraná.

## Estrutura
A Faculdade de Artes do Paraná, campus Curitiba II da Unespar, conta com três sedes na cidade de Curitiba. Na Sede Cabral, localizada na Rua dos Funcionários, 1357 – Cabral, funcionam os cursos de Artes Visuais, Música e Musicoterapia, além de algumas disciplinas teóricas dos cursos de Artes Cênicas, Dança e Teatro, e também cursos de especialização e o Mestrado Profissional em Artes. Além disso, funciona nesta sede também o Centro de Atendimento e Estudos em Musicoterapia Professora Clotilde Leing (CAEMT),o Centro de Educação em Direitos Humanos (CEDH), e a Galeria Laila Tarran. 
Na Sede Boqueirão, localizada na Rua Salvador de Ferrante, 1610 – Boqueirão, funciona o curso Cinema e Audiovisual e o Mestrado Acadêmico em Cinema e Artes do Vídeo.

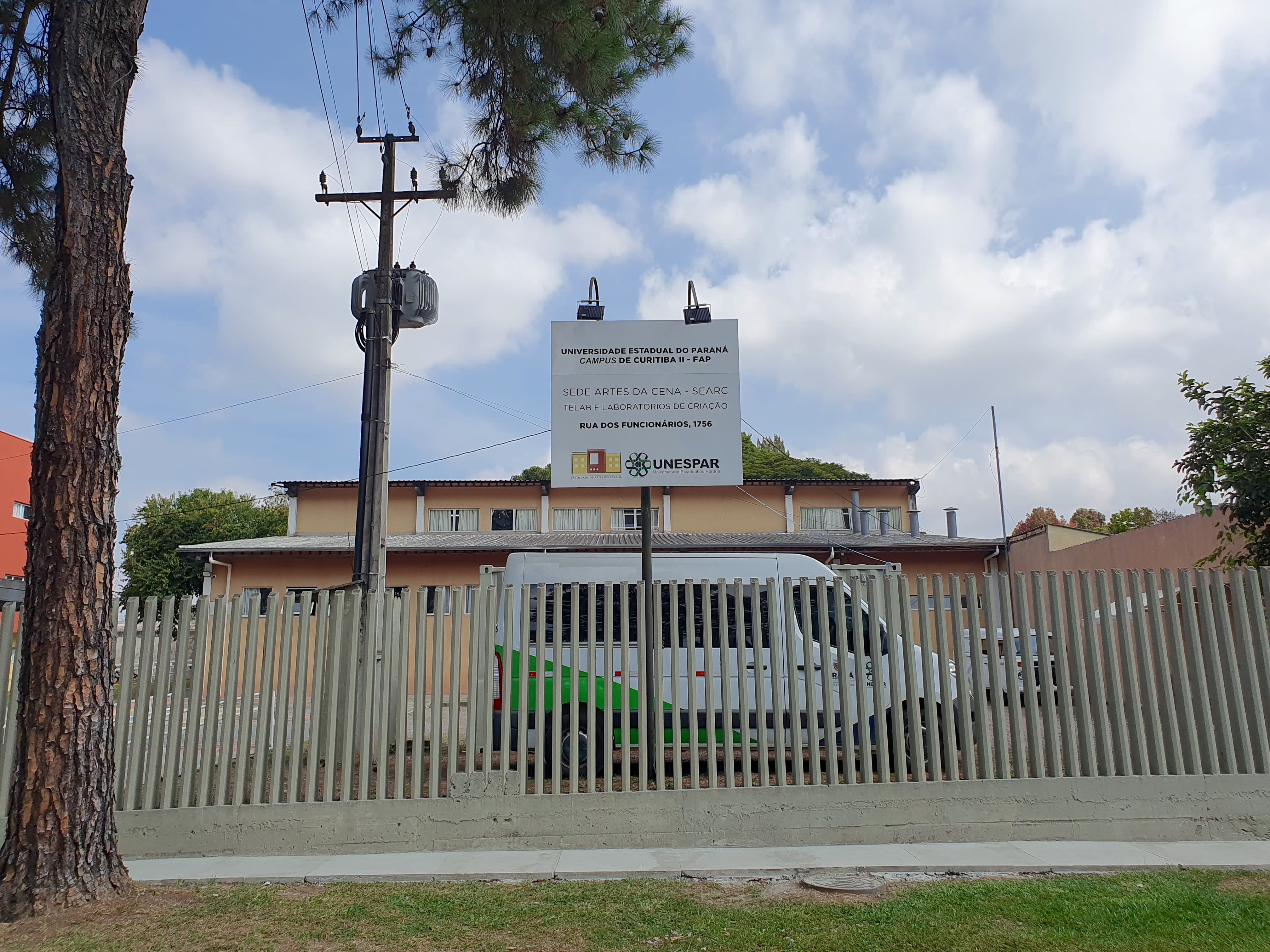
Vista da Sede Artes da Cena - SEARC, Campus Curitiba II (FAP), UNESPAR. 2025.

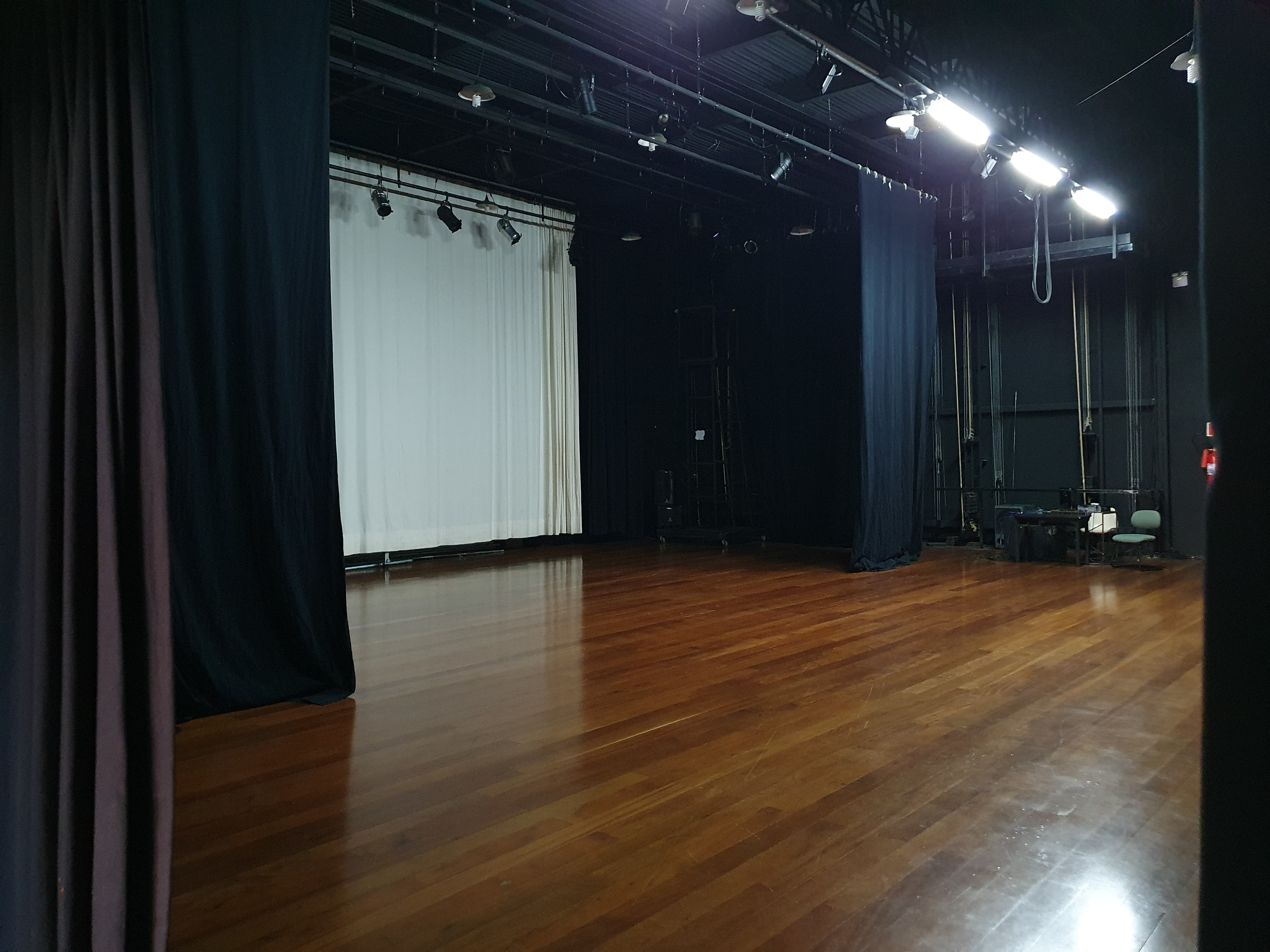
Vista do interior do Teatro Laboratório - TELAB, no campus Curitiba II, Faculdade de Artes do Paraná, UNESPAR. 2025.

Na Sede Artes da Cena (SEARC), localizada na Rua dos Funcionários, 1756 – Cabral, ocorrem, principalmente, as disciplinas práticas dos cursos de Artes Cênicas, Dança e Teatro com os Laboratórios de Criação Artística e o Teatro Laboratório (TELAB).
A FAP conta ainda com uma biblioteca especializada em artes, denominada Biblioteca Octacílio de Souza Braga (BOSB). Além de livros e periódicos, possui em seu acervo vinis, compactos, CDs, K7s, fitas VHS, CD-ROMs e DVDs.